# Fondo de Liquidez Autonómico
El Fondo de Liquidez Autonómico o Fondo de Liquidez Autonómica (también conocido por sus siglas FLA) es una línea de crédito creada por el Gobierno español en julio de 2012 en el contexto de la crisis económica. Está concebida para que el Estado preste dinero a las comunidades autónomas y que éstas no tengan que financiar su deuda en los mercados. Está dirigido por el ICO (Instituto del Crédito Oficial), competencia del Ministerio de Asuntos Económicos y Transformación Digital. Hay un requisito común e indispensable, que obliga a las comunidades que recurren al Fondo a destinar el dinero a pagar la deuda con los bancos o entidades financieras principalmente.
En la actualidad, el FLA se integra desde 2015 en el nuevo Fondo de Financiación a Comunidades Autónomas que, junto con el Fondo de Financiación a Entidades Locales, son los dos principales mecanismos que tiene el Gobierno central para garantizar la sostenibilidad financiera del resto de administraciones.
Hasta 2017, entre el FLA y otros fondos, el Estado ha dado ayudas económicas a las comunidades autónomas y a las administraciones locales por valor de 251 000 millones de €.

## 2012
Listado de Comunidades Autónomas que han recibido una cantidad de dinero del Gobierno Español en calidad de rescate. En total se repartieron 16 638,4 millones de €. Este año, a los préstamos se le aplicaron un 5,65 % de interés.
- Andalucía se le otorgó 2793 millones de € del Fondo.
- Castilla-La Mancha recibió del Gobierno Español 1037,1 millones de €.
- Cataluña adquirió en forma de préstamo 6664,8 millones de € de dicho Fondo.
- Canarias fue rescatada por el Ministerio con 906,9 millones de €.
- La Generalitad Valenciana se le concedió un préstamo por 3829,6 millones de €.
- Asturias se le dio 261,5 millones de € por parte del Fondo.
- Baleares accedió al FLA obteniendo 471,7 millones de €.
- Cantabria obtuvo 137,1 millones de € del Gobierno.
- La Región de Murcia, finalmente, se acogió al Fondo al obtener 536,7 millones de €.

## 2013
Conjunto de CC. AA. que se acogieron al FLA en 2013. En total se concedió un total de 19 808,5 millones de € a 9 Comunidades diferentes. Todos los préstamos que se dieron a lo largo del 2013, se hicieron cada uno de ellos con un 5,50 % de interés.
- Andalucía recibió 3791,4 millones de € del Fondo.
- Castilla-La Mancha obtuvo 673,4 millones de € en calidad de préstamo.
- Cataluña en cambio, se agregó al fondo, al conseguir 10 050,6 millones de €.
- Canarias se le concedió el rescate de 654,2 millones de €.
- La Comunidad Valenciana se agregó al Fondo, al recibir 2614,3 millones de €.
- Asturias adquirió un préstamo por valor de 391,7 millones de €.
- Las Baleares accedió al Fondo al conseguir el rescate por valor de 695,22 millones de €.
- Cantabria recibió 236,1 millones de € del Gobierno Español.
- Murcia obtuvo del Gobierno Español 701,7 millones de €.

## 2014
CC. AA. que se acogieron al FLA en 2014. En total, se concedieron 23 215,19 millones de € a 9 Comunidades diferentes:
- Andalucía percibió 4097,3 millones de € del Fondo. Así mismo:
- Castilla-La Mancha: 1608,3 millones de €.
- Cataluña: 7912,9 millones de €.
- Canarias: 816,7 millones de €.
- Comunidad Valenciana: 6057,4 millones de €.
- Islas Baleares: 1086,8 millones de €.
- Cantabria: 344,6 millones de €.
- Murcia: 1113,2 millones de €.
- Extremadura: 178,0 millones de €.

## 2015
CC. AA. que se acogieron al FLA en 2015. En total, se concedieron 22 460,01 millones de € a 5 Comunidades diferentes:
- Castilla-La Mancha percibió 1167,54 millones de €. Así mismo:
- Cataluña: 11 133,58 millones de €.
- Comunidad Valenciana: 8642,71 millones de €.
- Cantabria: 361,68 millones de €.
- Murcia: 1154,50 millones de €.

El resto de CC. AA. del año anterior y otras se acogieron a otro mecanismo: FF (Facilidad Financiera)que no es objeto de este artículo, pero su cuantía global es notablemente inferior (13 471,84 millones €).

## 2016
CC. AA. que se acogieron al FLA en 2016. En total, se concedieron 28 327,40 millones de € a 9 Comunidades diferentes:
- Andalucía percibió 4289,90 millones de € del Fondo. Así mismo:
- Castilla-La Mancha: 1878,12 millones de €.
- Cataluña: 10 090,66 millones de €.
- Aragón: 1022,94 millones de €.
- Comunidad Valenciana: 6968,69 millones de €.
- Islas Baleares: 1346,37 millones de €.
- Cantabria: 457,94 millones de €.
- Murcia: 1466,44 millones de €.
- Extremadura: 806,34 millones de €.

Las Comunidades de Canarias y Galicia se acogieron al mecanismo, distinto (ya dicho), de FF.

## 2017
CC. AA. que se acogieron al FLA en 2017. En total, se concedieron 25 804,90 millones de € a 9 Comunidades diferentes:
- Andalucía percibió 4 642,22 millones de € del Fondo. Así mismo:
- Aragón: 775,22 millones de €.
- Islas Baleares: 1 095,95 millones de €.
- Cantabria: 427,88 millones de €.
- Castilla-La Mancha: 1 800,90 millones de €.
- Cataluña: 7 275,06 millones de €.
- Extremadura: 384,75millones de €.
- Murcia: 939,74 millones de €.
- Comunidad Valenciana: 4 577,44 millones de €.

El resto de las comunidades se acogieron al compartimento Facilidad Financiera.

## 2018
CC. AA. que se acogieron al FLA en 2018. En total, se concedieron 20 359,17 millones de € a 7 Comunidades diferentes:
- Aragón: 1 146,92 millones de €.
- Cantabria: 450,36 millones de €.
- Castilla-La Mancha: 1 884,83 millones de €.
- Cataluña: 9 372,84 millones de €.
- Extremadura: 488,57 millones de €.
- Murcia: 1 396,93 millones de €.
- Comunidad Valenciana: 5 827,65 millones de €.

El resto de las comunidades se acogieron al compartimento Facilidad Financiera.

## 2019
CC. AA. que se acogieron al FLA en 2019. En total, se concedieron 11 819,24 millones de € a 5 Comunidades diferentes:
- Aragón: 1 293,19 millones de €.
- Castilla-La Mancha: 1 746,88 millones de €.
- Extremadura: 508,12 millones de €.
- Murcia: 1 486,11 millones de €.
- Comunidad Valenciana: 6 784,94 millones de €.

El resto de las comunidades se acogieron al compartimento Facilidad Financiera.

## 2020
CC. AA. que se acogieron al FLA en 2020. En total, se concedieron 15 008,66 millones de € a 3 Comunidades diferentes:
- Andalucía: 5 527,52 millones de €.
- Murcia: 1 823,59 millones de €.
- Comunidad Valenciana: 7 657,55 millones de €.

El resto de las comunidades se acogieron al compartimento Facilidad Financiera, pero recibieron adicionalmente el denominado Extra FLA.

## Dotaciones del Fondo
El Gobierno dotó al Fondo de 18 000 millones de € en 2012 y 19 000 millones en 2013 y 23 000 millones en 2014 (24 143 millones finalmente asignados, según la Intervención General de la Administración del Estado, para el pago de acreedores comerciales y financieros).  Este dinero proviene prácticamente del Ministerio de Hacienda y los bancos y entidades financieras interesadas en invertir en estos tipos de préstamos.